# Pissaladière
Ne doit pas être confondu avec Pissalat.
La pissaladière (pissaladiera, en niçois, dérivé de pissalat,  « poisson salé », en occitan) est une spécialité culinaire de la cuisine niçoise, étendue à la cuisine de la Provence méditerranéenne, faite à base de pâte à pain, d'oignons, de pissalat ou anchois, d'huile d'olive, et de petites olives noires de Nice. Elle connait ou est une variante de la pissalandrea de la cuisine ligure italienne, ou pizza all'Andrea).

## Histoire

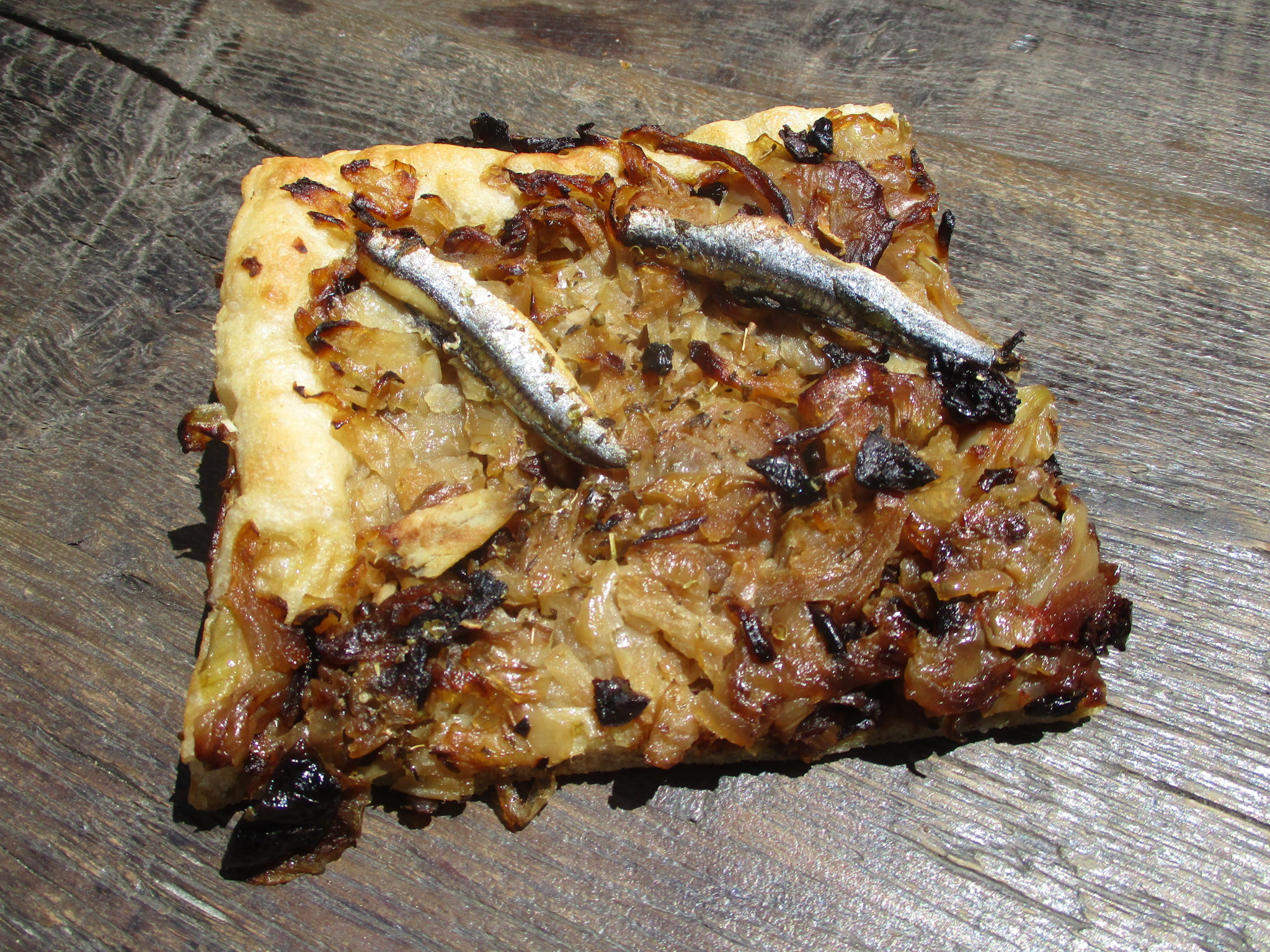
Pissaladière.

Selon les sources, cette recette serait originaire de la région de Gênes en Italie, inspirée de la piscialandrea du XVIe siècle de la cuisine ligure de la province d'Imperia en Ligurie (variante avec ail et tomates), ou au contraire, spécialité de Nice importée d'Italie par les Papes, elle aurait ensuite essaimé en Ligurie, quand d'autres la considèrent enfin comme originaire de Nice et répandue ensuite en Italie pour donner la pizza.  

## Étymologie
« Pissaladière est l'adaptation (1938) du niçois pissaladiero « tarte à l'oignon avec des anchois et des olives noires ». Le mets doit son nom à sa garniture d'anchois : il est dérivé du niçois pissala (pissalat, en français, 1938) « conserve de petits poissons broyés et salés », « sauce piquante provenant de la macération du poisson salé ». Le mot doit être ancien en niçois (1539, il pisalat de Nizza) ; il est composé de l'ancien provençal peis « poisson » de même origine que poisson et de sala, participe passé de salar, qui correspond au français « saler ». Le mot d'usage régional est beaucoup moins répandu dans le reste de la France que son équivalent napolitain pizza qui n'a pas de rapport étymologique malgré la paronymie initiale. »

— Alain Rey, Dictionnaire historique de la langue française, Dictionnaires Le Robert.

## Confection
La pissaladière est confectionnée avec une pâte à pain (farine, huile d'olive, eau et levure) garnie d'oignons hachés revenus à l'huile d'olive dans une cocotte (compotés durant 1 h 30 min à 2 h 30 min à feu doux en fonction de la variété, en prenant soin d'éviter tout brunissement) et agrémentée de filets d’anchois et d'olives de Nice, puis dorée au four,,,.
Dans la pissaladière traditionnelle, on incorpore aux oignons la sauce pissalat, (de l'occitan niçois peis salat, « poisson salé »), une pâte d'anchoïade typique des bords de mer de la Côte d'Azur et faite d'un mélange d'anchois, de sardines, ou de poutine pilé au mortier, puis macéré plusieurs mois avec du sel, de l'huile d'olive, des épices et des aromates (pour la conservation par salaison),.
Plusieurs variantes existent à Menton :
- la pichade, réalisée de la même manière que la pissaladière mais avec de la tomate en plus ;
- la tarte de Menton, qui est une pissaladière sans anchois[16].

## Galerie

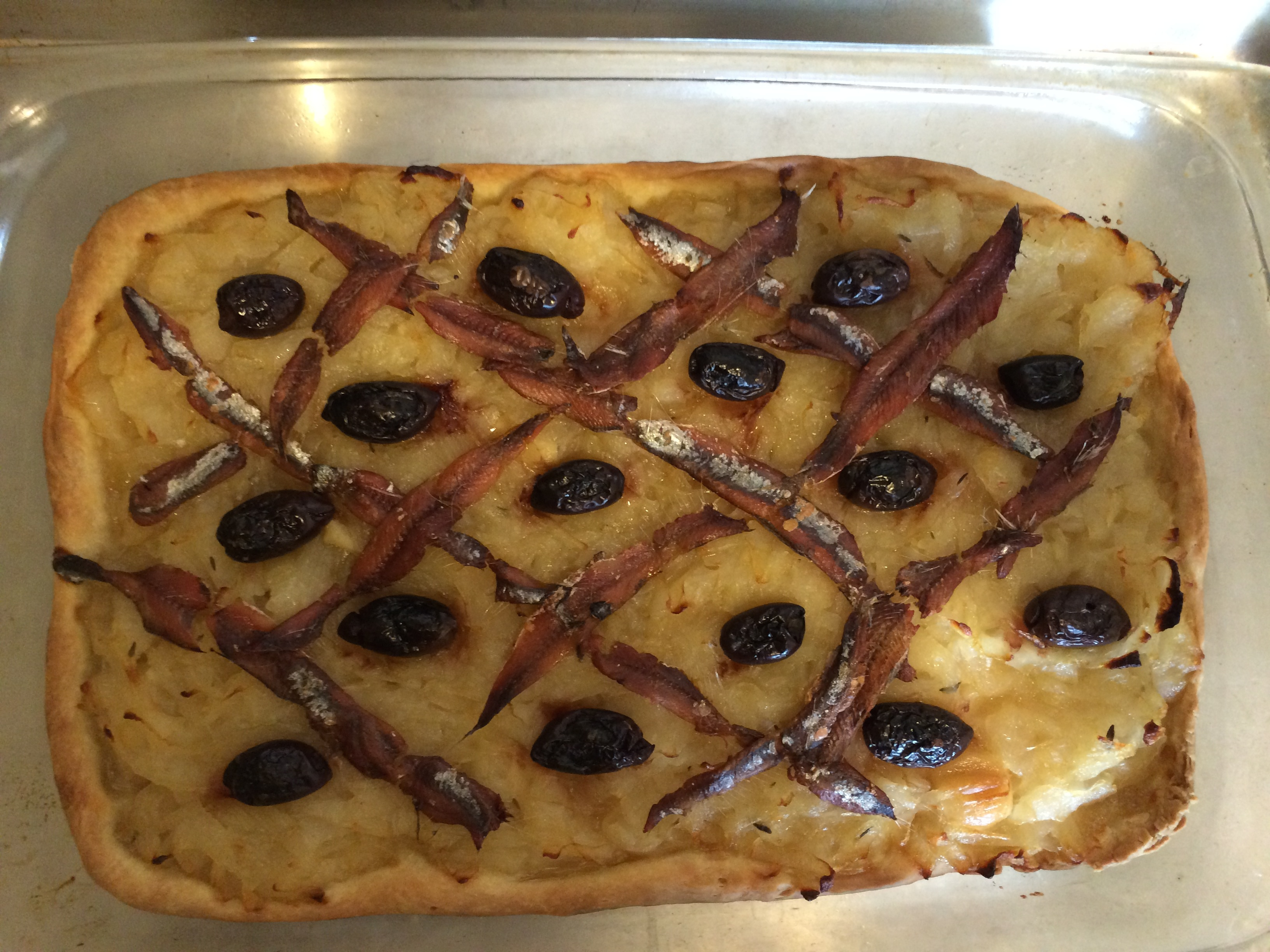
Pissaladière.
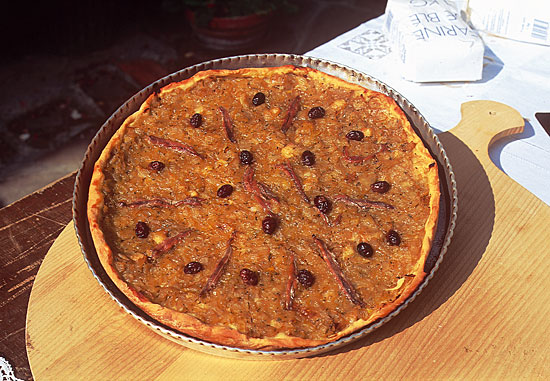
Pissaladière.
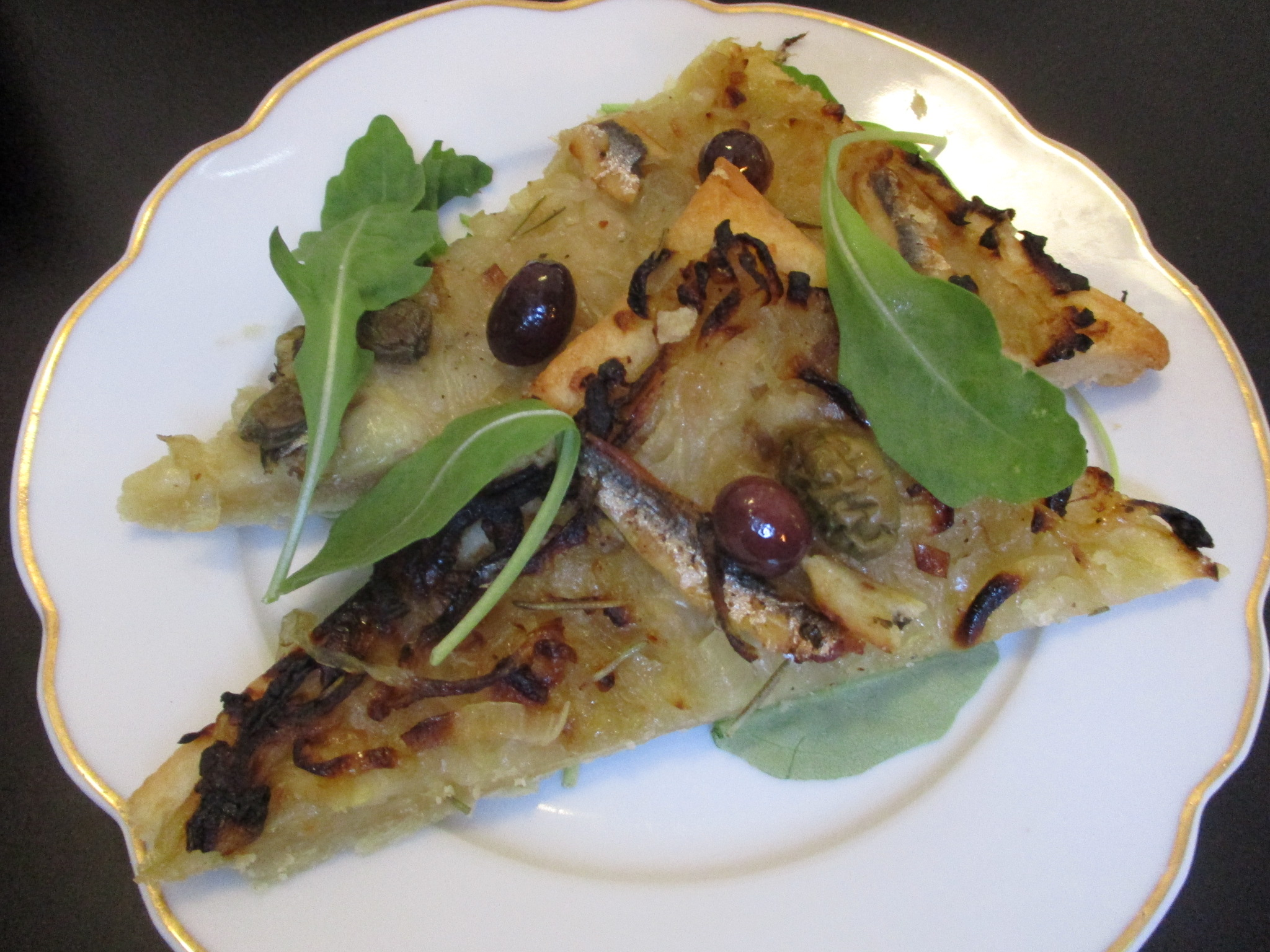
Avec de la roquette.
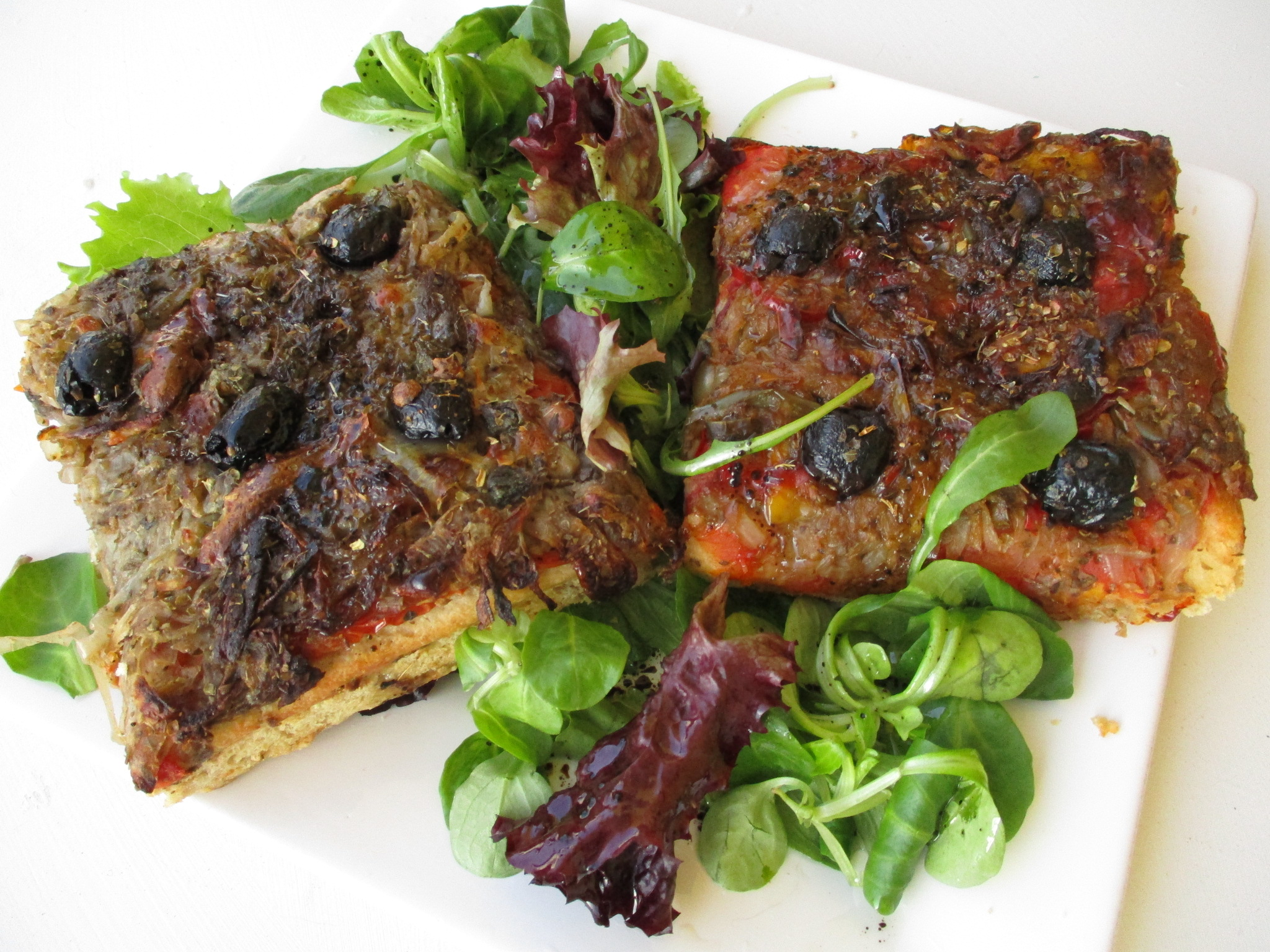
Avec tomate et salade.
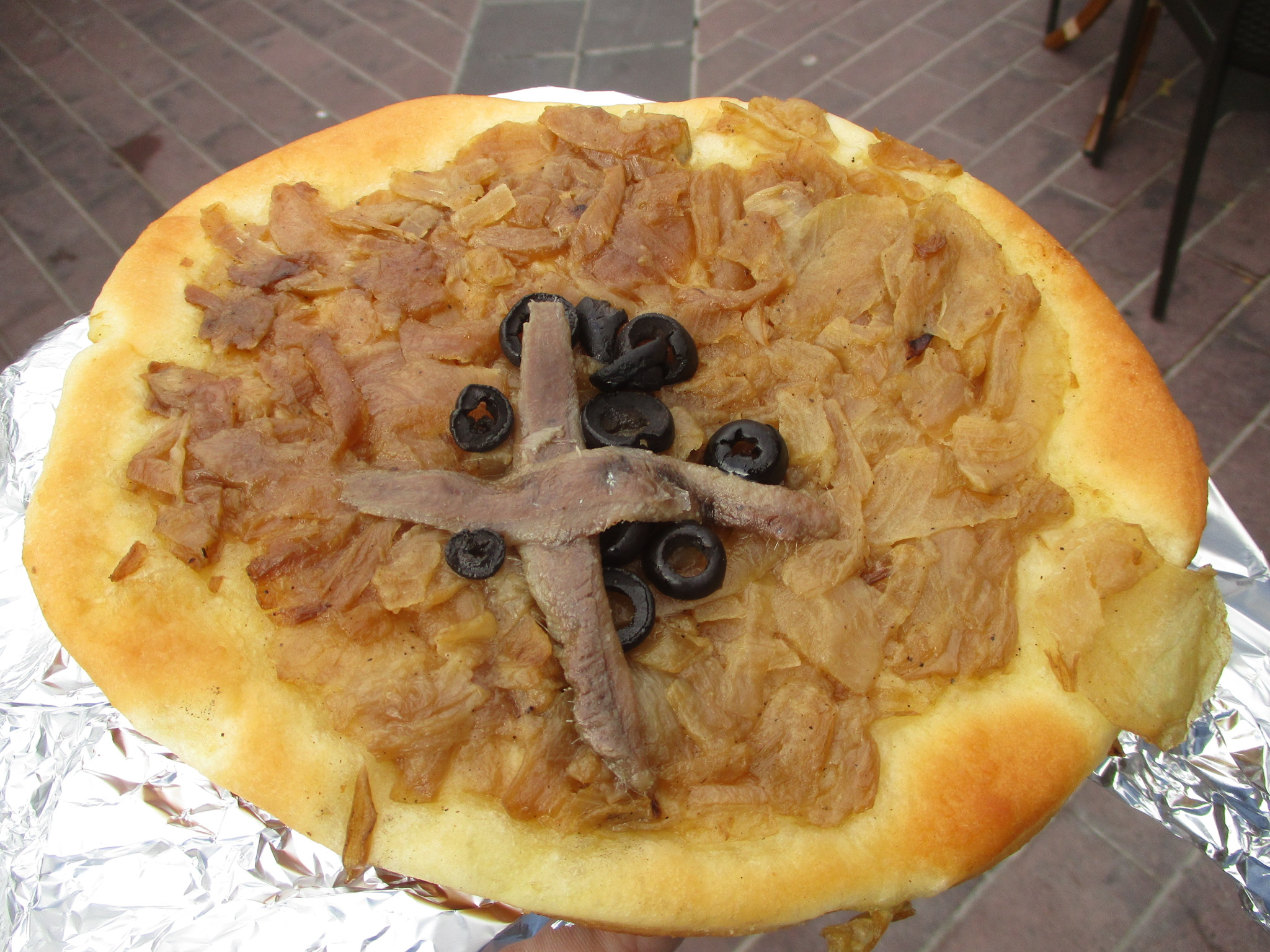
Pissaladière du marché du cours Saleya du Vieux-Nice.
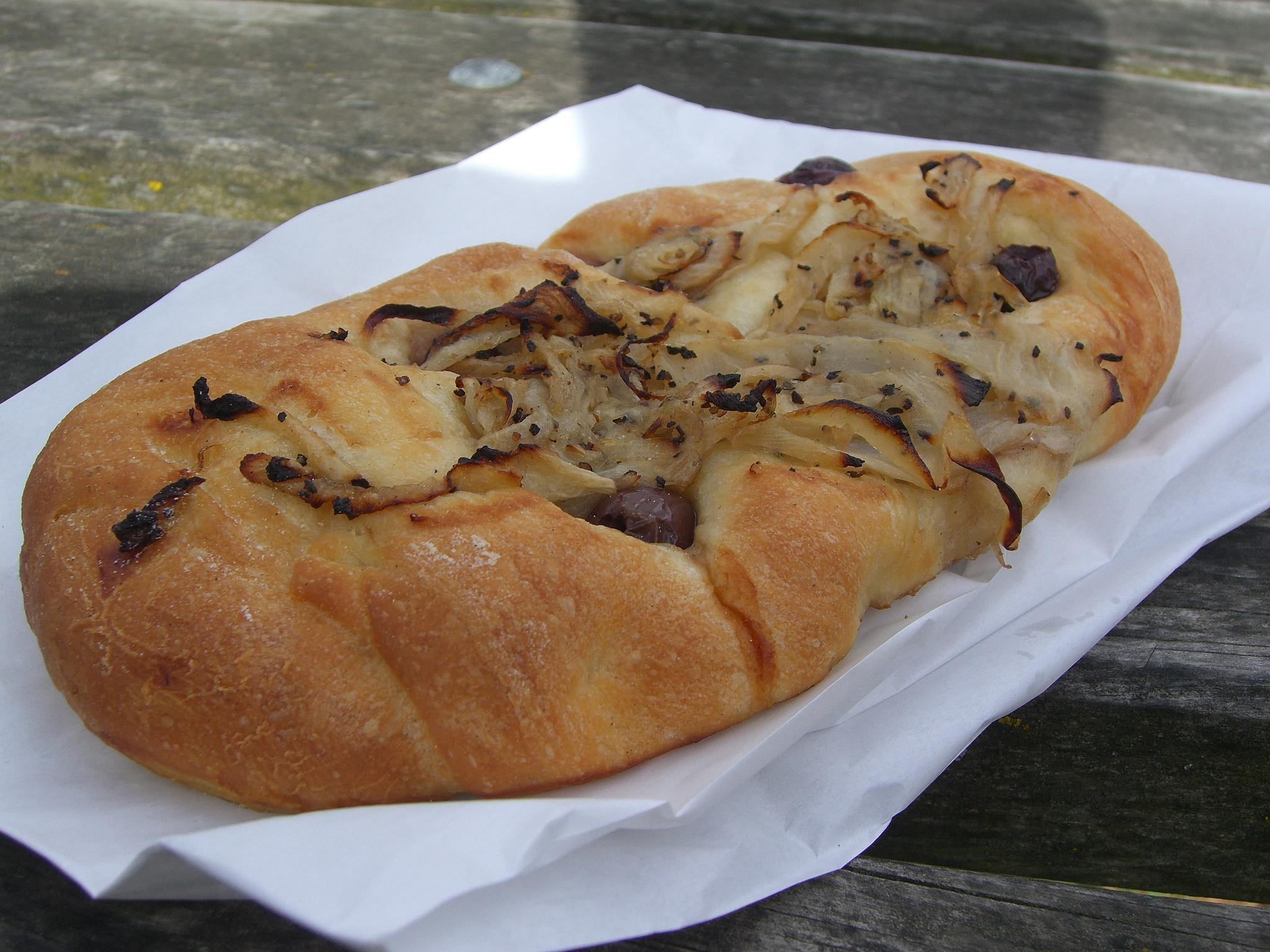
Fougasse aux oignons et olives.
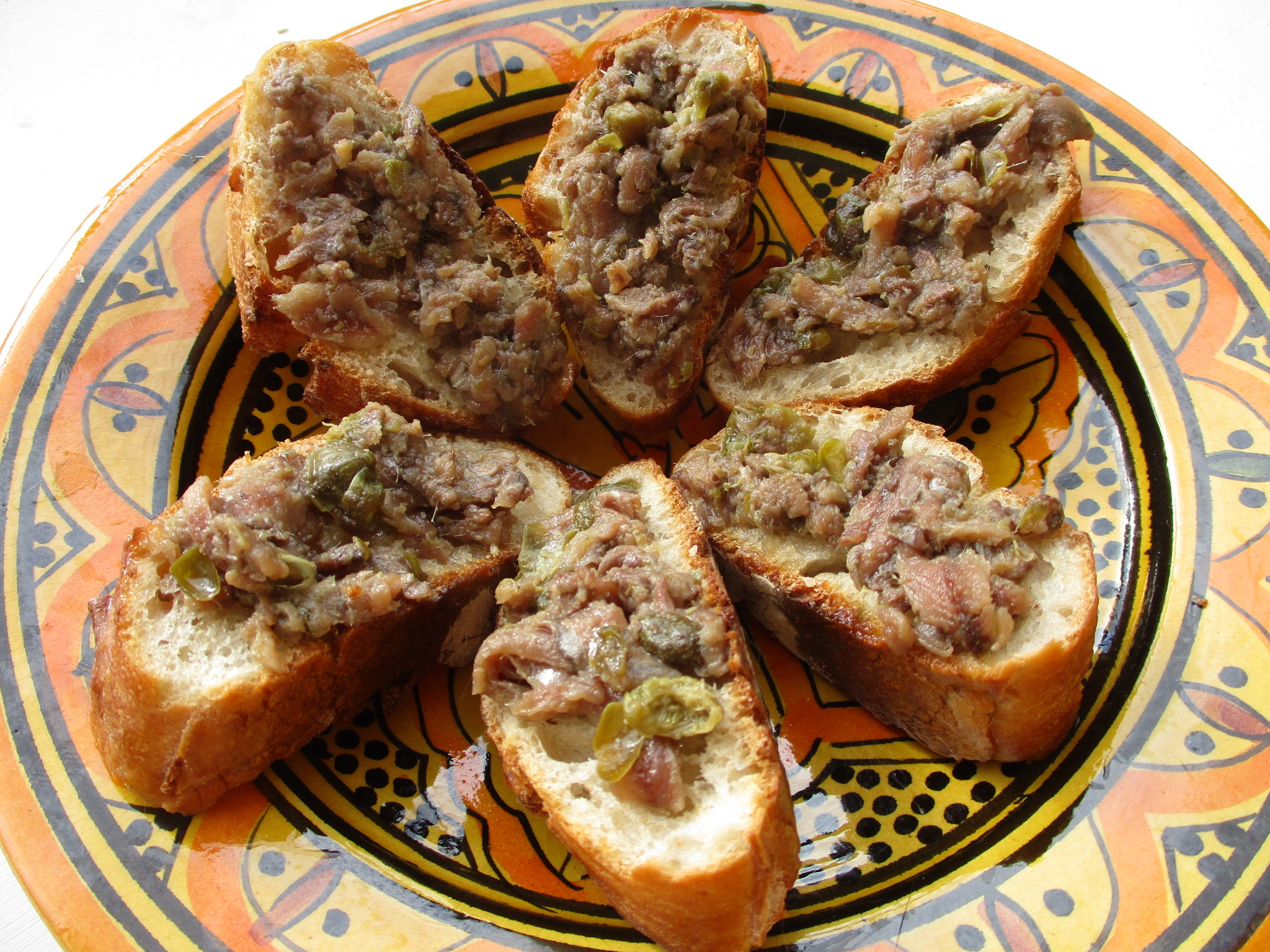
Anchoïade.
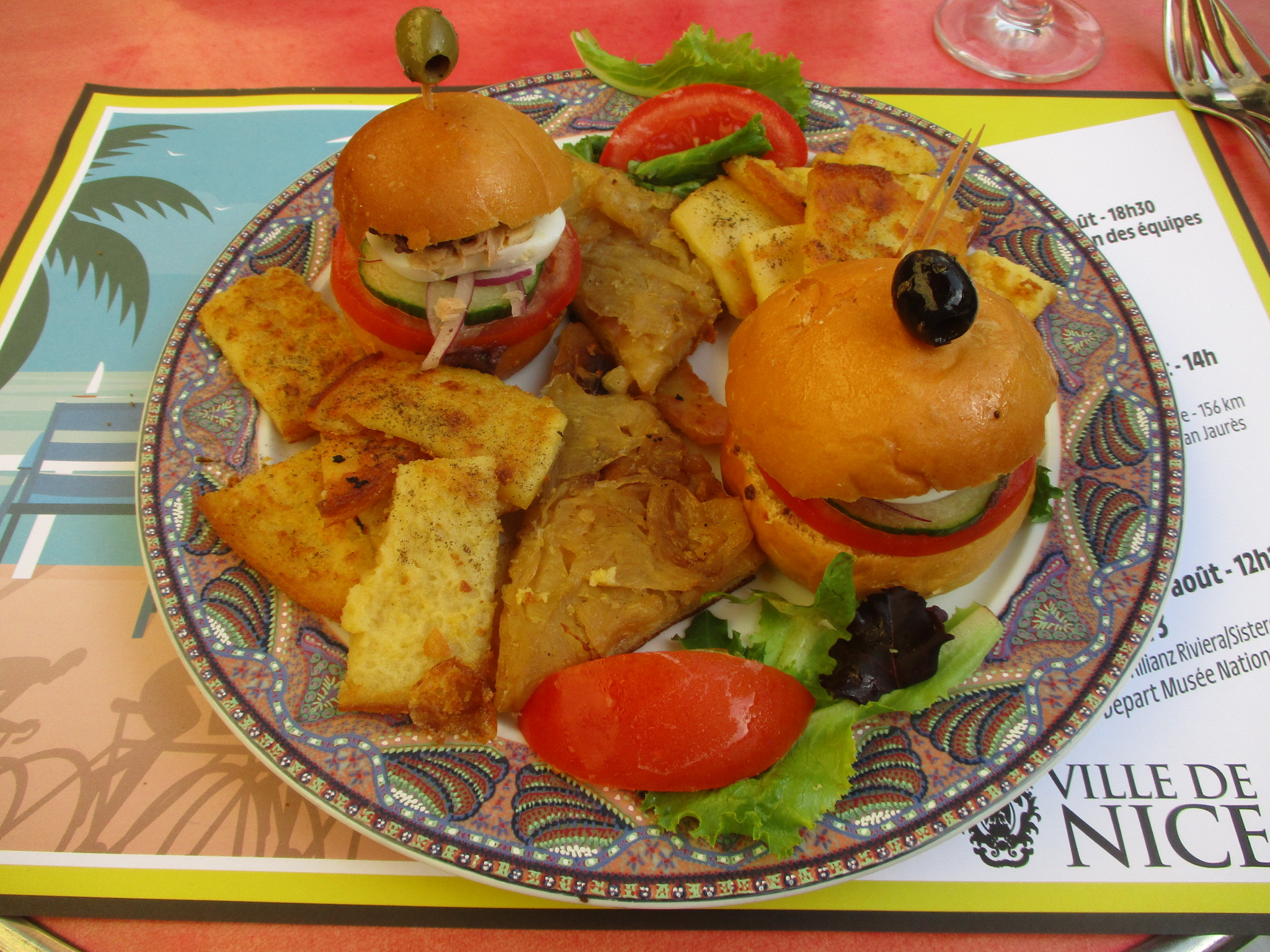
Assiette niçoise avec pissaladière, socca et pan bagnat.
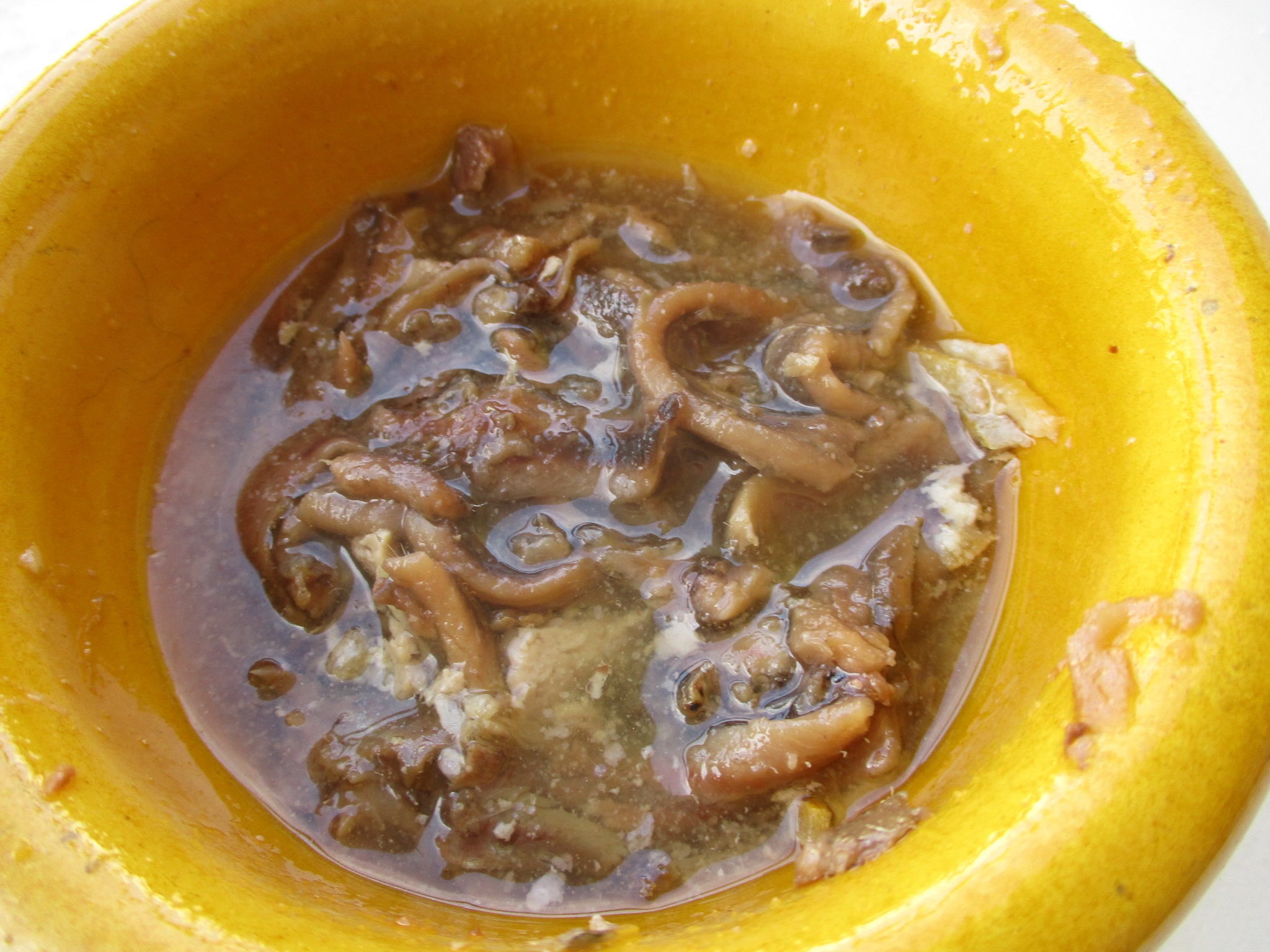
Pissalat d'anchois, huile d'olive et aromates.
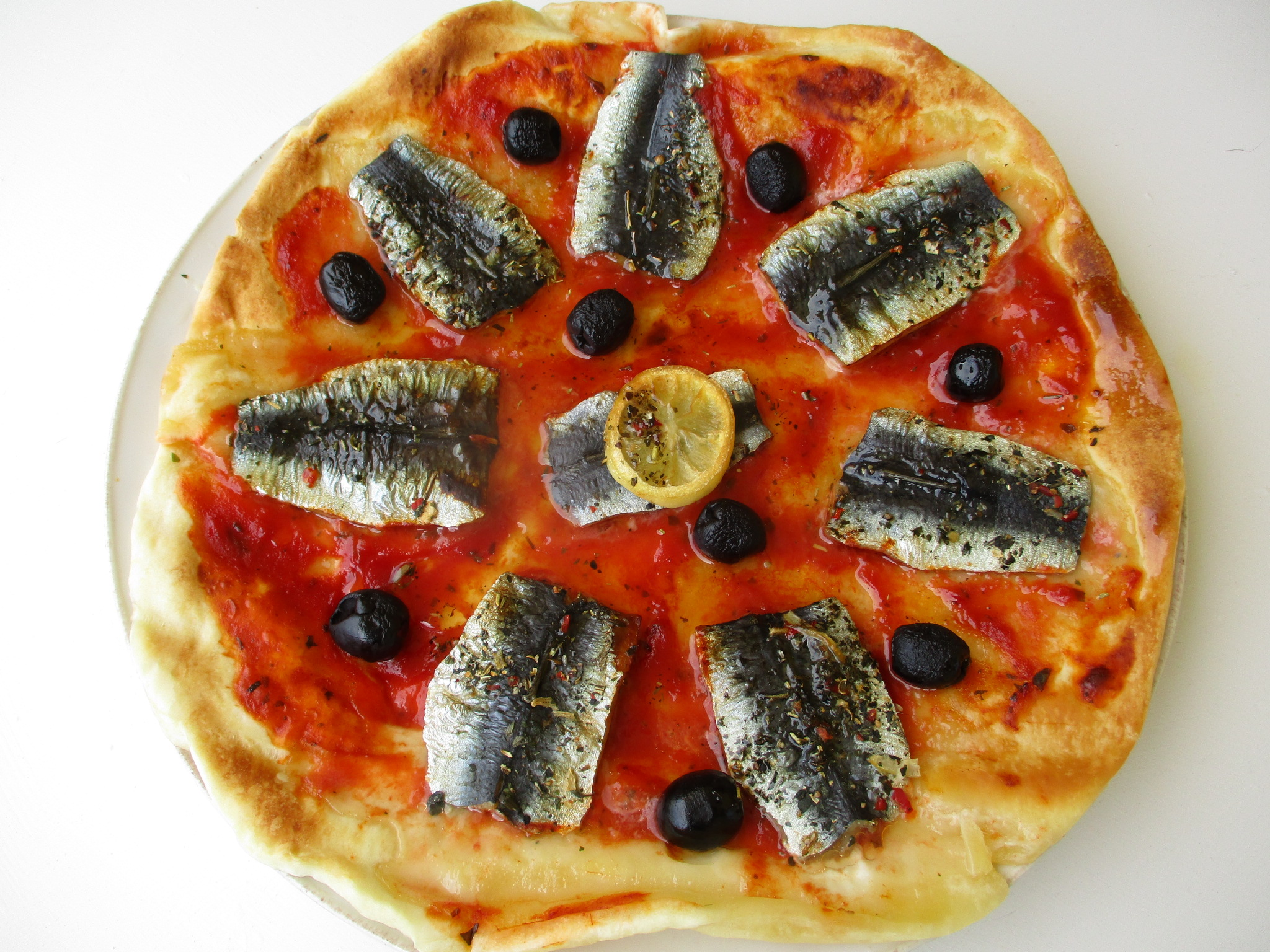
Pizza à la tomate, sardine et olives (variante).
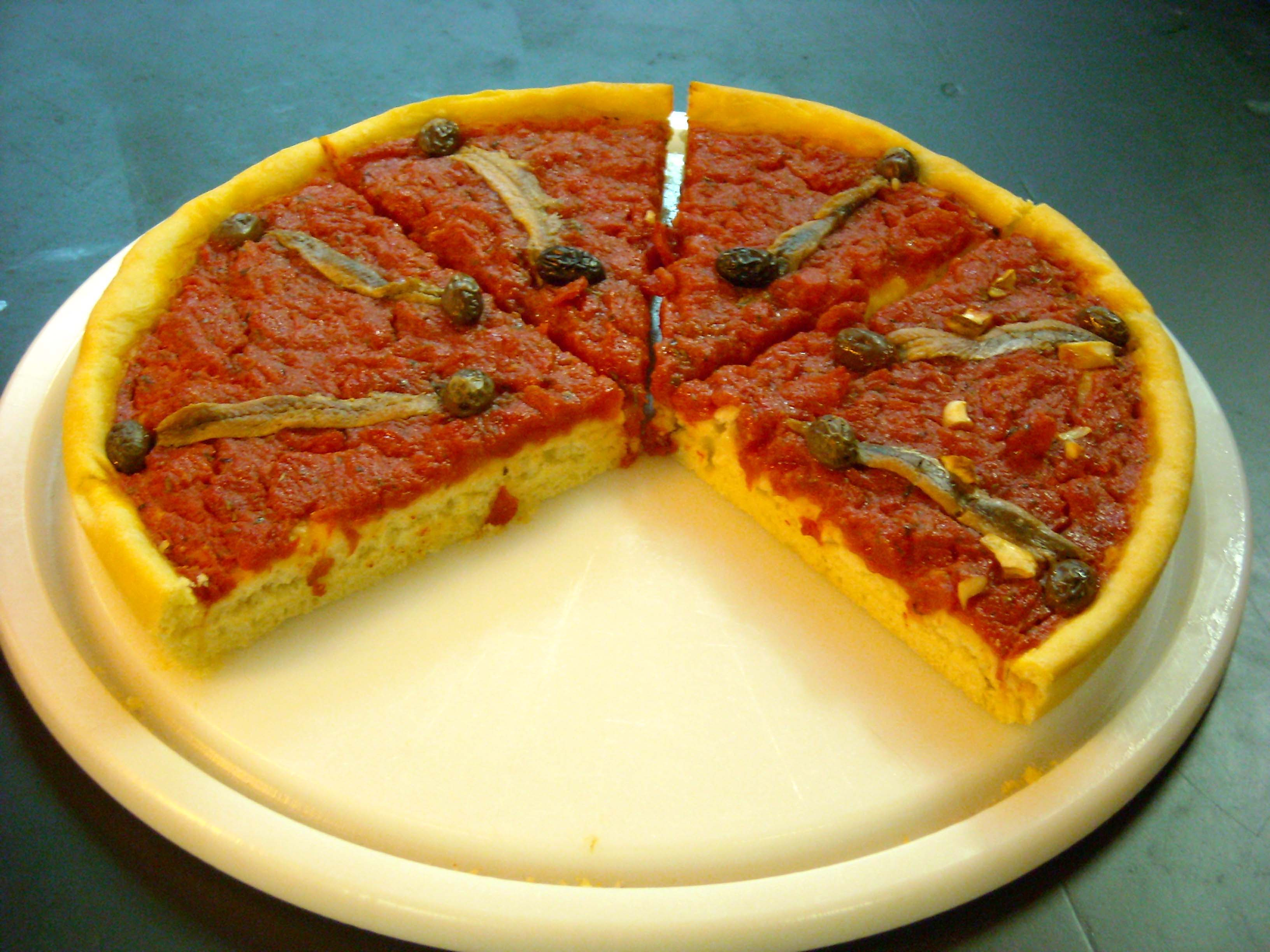
Piscialandrea des cuisines ligure et italienne, à la tomate et ail (variante).